# Родос
Родос  (грч. Ρόδος) највеће је и најважније острво у скупини Додеканеза на југоистоку Грчке. Управно острво припада округу Родос у оквиру Периферије Јужни Егеј, где са околним острвцима и хридима чини посебну општину. Главно место на острву и управно средиште округа је град Родос.
Историјски гледајући, град је познат по Колосу са Родоса, једном од Седам светских чуда. Средњовековни град Родос је од 1988. године под заштитом Свјетске баштине УНЕСКА као локалитет од изузртног историјског значаја.

## Порекло имена
По античком миту острво је добило име по нимфи Роди, која је родила острво у вези са Хелиосом, богом сунца. Име „Рода“ носи и врста хибискуса, која расте на острву.

## Географија
Родос је највеће од додеканешких осртва, и најисточније од великих грчких острва у Егејском мору. Острво се налази свега 18 km западно од југозападне обале Турске, између грчког копна и острва Кипар. Површина острва је 1,4 хиљада km², док је највећа дужина 77 km у правцу север-југ, а 30 km широк у правцу исток-запад.
Обала Родоса је слабо разуђена, укупне дужине 220 km. На њој нема значајних залива и полуострва. Унутрашњост острва је планинска и каменита. Плодније равничарско тло налази се на источној страни острва и то је најгушће насељен део острва.
Клима острва је средоземна са дугим, сушним летима и благим и кишовитим зимама. Недостатак воде надокнађује се значајним количинама подземне воде, што је посебно важно за острвску пољопривреду.
Флора и фауна су ближе повезане са турском флором и фауном него са грчком. Унутрашњост острва је слабо насељена, прекривена шумом турског бора (Pinus brutia) и обилним животињским светом укључујући и родошког јелена. У средишту острва се налази долина Петалудес, или Долина лептирова, где се тиграсти лептирови скупљају током лета. У непосредној близини је и планина Атавирос, на којој је највиша тачка острва (1.215 m). Док су обале камените, постоје обрадиви појаси где се узгаја лимун, винова лоза, поврће.

## Историја
Родос је насељен још током неолита. У 16. веку п. н. е. долази до откривања острва од стране Крићана. У 11. веку п. н. е. острво насељавају Дорци и под њима почиње процват острва.
Током Персијског рата Родос се нашао на удару Персије, али се одбранио уз помоћ Атине. Због тога је он 478, г, п. н. е. пришао Делском савезу и остао у њему до 404. п. н. е. Међутим, током Пелопонеског рата Родос је био неутралан. После политичког раскида са Атином Родос се потпуно осамосталио и потпуно ујединио. Постепено је јачао и после смрти Александра Македонског Родос прераста у важно привредно и културно средиште познатог дела света. Посебно је постао познат по као стециште научника и уметника.
164. године. Родос је пао у руке старог Рима и ускоро постао место школовања деце познатих и богатих Римљана. Вековима је Родос задржавао репутацију „најнапреднијег“ града грчког простора. Поделом царства Родос је припао Византији, у оквиру које ће остати до 672. године када су га окупирали Арабљани. У 11. веку поново га ослобађају Византинци, али већ 1309. године Родос освајају витезови Малтешког реда, у почетку познати као „Витезови са Родоса“. Витезови заузимају острво након што су 1291. године изгубили своје последње упориште у Палестини, у Акри и остаје у њиховом поседу до 1522. године. Многе њихове грађевине, највише утврђења, сачуване су до дан-данас. Сва ова утврђења нису помогла у одбрани острва против Сулејмана Величанственог 1522. године, када након шестомесечне опсаде и Родос постаје османски. Након тога је већина цркава претворена у џамије, а доправљени су и још неки исламски споменици. Пре османлија Родос је одбио нападе египатског султана 1444. године и Мехмета II 1480. године.
Под Турцима Родос је остао неколико векова чинећи један од најбогатијих делова овог огромног царства. Иако су Грци са Родоса били активни током свих догађаја на тадашњем грчком подручју они су се ослободили Османлија тек 1912. године. Нажалост, тада су острво окупирали Италијани, који су били безобзирни према острвском становништву и спроводили су оштре мере италијанизације. Ово је изазвало назадовање острва и исељавање становништва. Тек после Другог светског рата је постепено почео опоравак острва пре свега захваљујући развоју туризма, данас преовлађујућег чиниоца острвске привреде.
Само острво обилује историјским знаменитостима, музејима и местима. Историјска места која препоручујемо су град Линдос са Акропољем, акропољ Родос са античким храмом, стадијумом и позориштем, затим, синагогу, стари град Родоса, Археолошки музеј као и два замка – Монолитос и Критиниа. На неких 50 километара од града Родоса налази се Линдос, сликовито и шармантно насеље. У овом насељу и његовој околини све одише античким и византијским духом прошлости. На његовом највишем делу, са ког се пружа импресиван поглед на море, налазе се зидине Акропоља, саграђене од великих камених блокова. Акропољ је посвећен линдоској богињи Атени  и грађен је 432. године пре нове ере.

## Становништво
Процена је да је Родос 2004. године имао 130.000 становника, од којих је половина живела у граду Родосу, главном економском и културном средишту. Последњих година дошло је до наглог пораста становништва због наглог развоја туризма, који је покренуо и осталу привреду. Последњих година има и много страних насељеника, како некадашњих туриста са Запада тако и досељеника-радника са Истока.
Осим града Родос, друга важна места и развијена туристичка одредишта су и села Фалираки, Линдос, Архангелос, Афандоу, Коскиноу, Ембона и Трианта.

## Привреда
Данашња привреда Родоса је окренута туризму, главном извору прихода. И многе друге гране, попут поморства и занатства су се окренуле раду за туристичко тржиште (туристичке туре, сувенири). Традиционална пољопривреда није више толико значајна, али је развијена. Доминирају маслина, винова лоза и јужно воће.
Главни аеродром је аеродром „Диагорас“ и  један је од најупосленијих у Грчкој. Он се налази 14 km југозападно од града Родоса.

## Галерија
- Заштитни знак Родоса
- Црква
- Палата Великог Мајстора Витезова Родоса
- Фонтана у Старом граду
- трговачка улица
- Стари град, ноћу
- Линдос
- Линдос, плажа
- Плажа Ентони Квин
- Фалираки
- Пијаца, Родос
- Маслине
- Брод у Луци
- трг. улица